# 2013 ND15
2013 ND15是一颗金星的临时特洛伊小行星，也是第一个已知的金星特洛伊。

## 发现、轨道和物理性质
2013 ND15于2013年7月13日由N. Primak、A. Schultz、T. Goggia和K. Chambers在泛星计划观测中发现。截至2014年9月，已观测到21次，数据弧跨度为26天。它是一颗阿登型小行星，其半长轴（0.7235AU）与金星非常相似，但偏心率高（0.6115），轨道倾角小（4.794°）。它的绝对星等为24.1，直径范围为40至100米（假设反照率范围为0.04至0.20）。

## 特洛伊小行星的动力学状态和轨道演化

2013 ND_{15}相对于太阳和金星的动画
太阳·
金星·

2013 ND15已被确定为金星特洛伊，沿着金星拉格朗日点L4的蝌蚪型轨道运行。除了与金星共轨之外，这颗小行星还穿过水星和穿过地球。2013 ND15表现出与水星、金星和地球的共振（或接近共振）行为。它的短期动力学演化与其他三个金星共轨道2001 CK32、2002 VE68和2012 XE133.同

## 潜在危险的小行星
2013 ND15并未被列入小行星中心潜在危险小行星（PHA）列表，因为它的绝对星等大于22.0，尽管它定期进入地球0.05天文单位范围内。它于2016年6月21日以0.077天文单位接近地球。

## 脚注
- ^ 这是假设反照率为0.20–0.04。

## 延伸阅读
- Understanding the Distribution of Near-Earth Asteroids （页面存档备份，存于） Bottke, W. F., Jedicke, R., Morbidelli, A., Petit, J.-M., Gladman, B. 2000, Science, Vol. 288, Issue 5474, pp. 2190–2194.
- A Numerical Survey of Transient Co-orbitals of the Terrestrial Planets （页面存档备份，存于） Christou, A. A. 2000, Icarus, Vol. 144, Issue 1, pp. 1–20.
- Debiased Orbital and Absolute Magnitude Distribution of the Near-Earth Objects （页面存档备份，存于） Bottke, W. F., Morbidelli, A., Jedicke, R., Petit, J.-M., Levison, H. F., Michel, P., Metcalfe, T. S. 2002, Icarus, Vol. 156, Issue 2, pp. 399–433.
- Transient co-orbital asteroids （页面存档备份，存于） Brasser, R., Innanen, K. A., Connors, M., Veillet, C., Wiegert, P., Mikkola, S., Chodas, P. W. 2004, Icarus, Vol. 171, Issue 1, pp. 102–109.
- The population of Near Earth Asteroids in coorbital motion with Venus Morais, M. H. M., Morbidelli, A. 2006, Icarus, Vol. 185, Issue 1, pp. 29–38.
- Asteroid 2013 ND15: Trojan companion to Venus, PHA to the Earth （页面存档备份，存于） de la Fuente Marcos, C., de la Fuente Marcos, R. 2013, Monthly Notices of the Royal Astronomical Society, Vol. 439, Issue 3, pp. 2970–2977.